# Thargelia megastigma
Thargelia megastigma är en fjärilsart som beskrevs av W. Warren 1910. Thargelia megastigma ingår i släktet Thargelia och familjen nattflyn. Inga underarter finns listade i Catalogue of Life.